# Andilly-en-Bassigny
Andilly-en-Bassigny – miejscowość i gmina we Francji, w regionie Grand Est, w departamencie Górna Marna.
Według danych na rok 1990 gminę zamieszkiwało 112 osób, a gęstość zaludnienia wynosiła 13 osób/km².

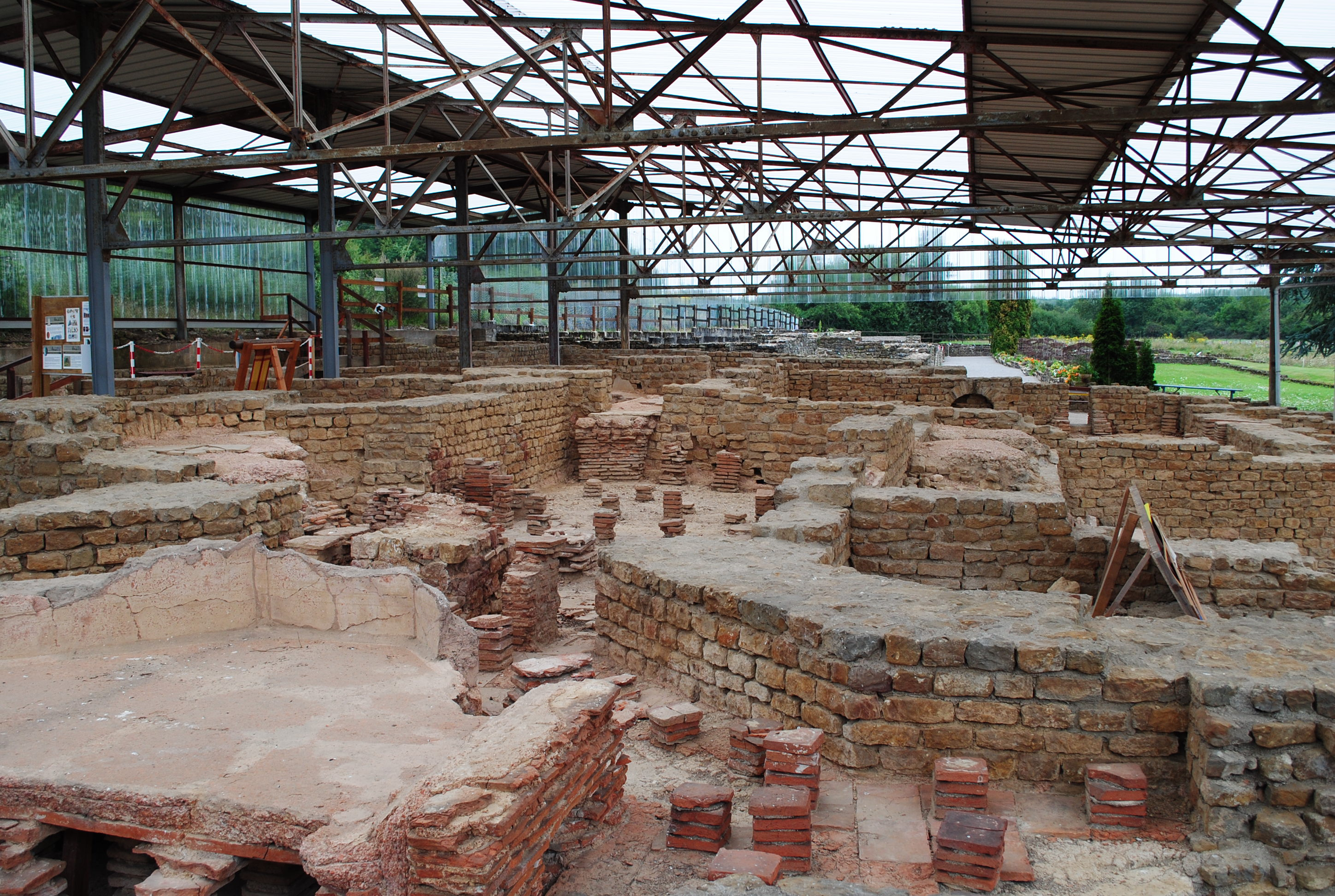
Muzeum w Andilly-en-Bassigny, 2010